# 欧阳桢
欧阳桢（英語：Eugene Chen Eoyang，1939年2月8日—2021年10月13日），美籍华裔汉学家。

## 生平
欧阳桢出生于香港，幼年时随父母移民美国。他于1959年获哈佛大学学士学位，1960年获哥伦比亚大学硕士学位，1971年获印第安纳大学博士学位。毕业后留校任教，1980年晋升正教授。他于1982年至1984年间出任东亚语言文化系主任。1995年至1997年间担任美国比较文学协会主席。1996年至2004年，他赴香港岭南大学任英语系主任。2004年至2008年间，任岭南大学通识教育课程主任。他于2001年当选皇家艺术学会会士。
2021年10月13日，欧阳桢在印第安纳州布卢明顿逝世，终年82岁。

## 家庭
欧阳桢的父亲欧阳藻（Thomas T. Eoyang）字觉清（或作觉青），原籍安徽滁县，无线电专家，毕业于上海交通大学，后留美获哥伦比亚大学电机博士学位。
其弟歐陽榦（Carson K. Eoyang）是原美国国家情报大学教务长，亦是原中华民国国务总理颜惠庆的甥外孙女婿（颜惠庆之妹颜庆莲是歐陽榦夫人曹克美的外祖母）。
欧阳桢的母亲曹应如（Ellen Ying-ru Ts'ao）则来自长沙，她的外甥（其姊妹曹曼殊之子）童恩正是考古学家、科幻作家。